# Кварацхелия, Лали Зазаевна
Лали Зазаевна Кварацхелия (2 июня 1994, Москва) — российская лыжница, чемпионка России. Мастер спорта России.

## Биография
По состоянию на середину 2010-х годов выступала за ФСО «Юность Москвы» по лыжным гонкам «Спартак» (Москва), тренеры — В. Н. Ревин, Л. В. Блохина, представляла город Москву. Позднее перешла в команду Республики Татарстан.
На юниорском уровне завоевала ряд медалей первенства России, в том числе в 2013 и 2014 году была бронзовым призёром в гонке на 30 км, в 2015 году — победительницей в эстафете 4х3км.
На взрослом уровне в 2015 году стала двукратной победительницей чемпионата России — в гонке на 50 км и в эстафете 4х5км. В 2017 году в эстафете завоевала бронзу чемпионата страны. Становилась призёром этапов Кубка России. Победительница XXIV Битцевского марафона (2017).
В 2017 году принимала участие в Универсиаде в Казахстане, где заняла четвёртое место в классическом спринте и 13-е — в классическом масс-старте. Также участвовала в Универсиаде 2015 года в Словакии, где не поднялась выше 21-го места.